# Averrhoa bilimbi

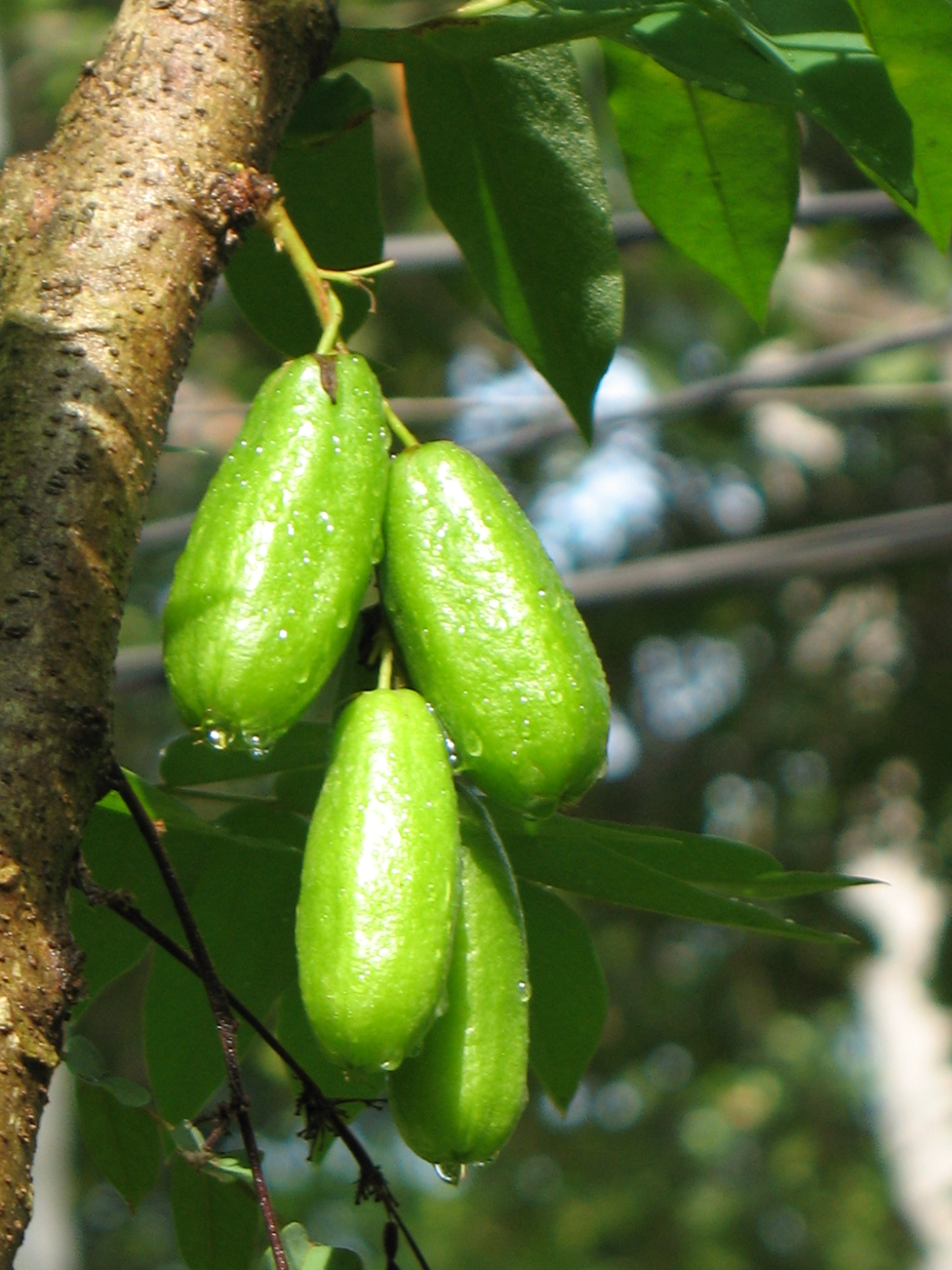
Fruto de Averrhoa bilimbi.

Averrhoa bilimbi (nombre común bilimbina del Brasil, calamias de Filipinas, bilimbi, pepino de indias, mimbro, grosella china, o vinagrillo) es un árbol que produce frutos del género Averrhoa, familia Oxalidaceae. Se encuentra relacionado con el árbol carambola.

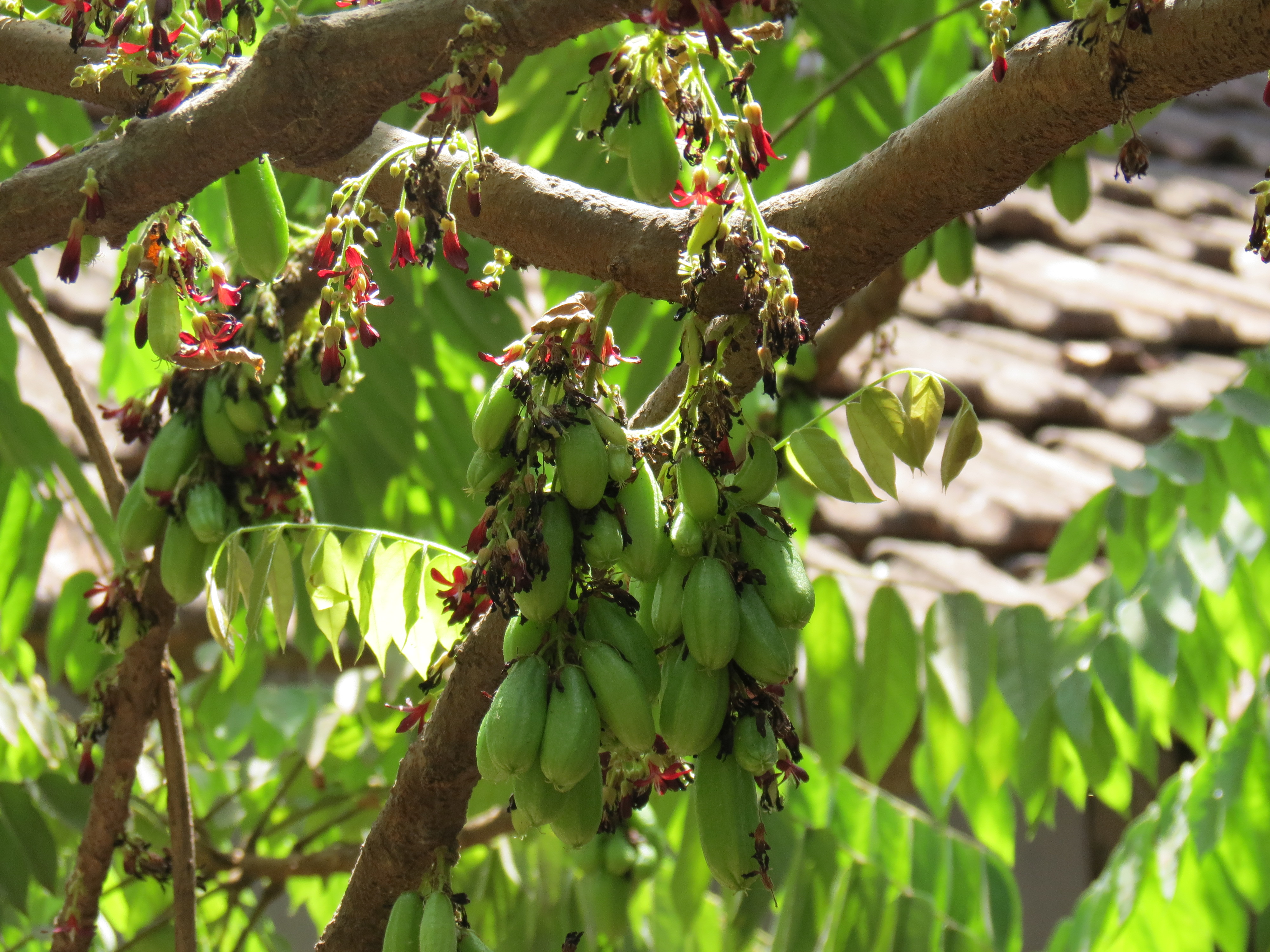
Árbol del fruto Bilimbi.

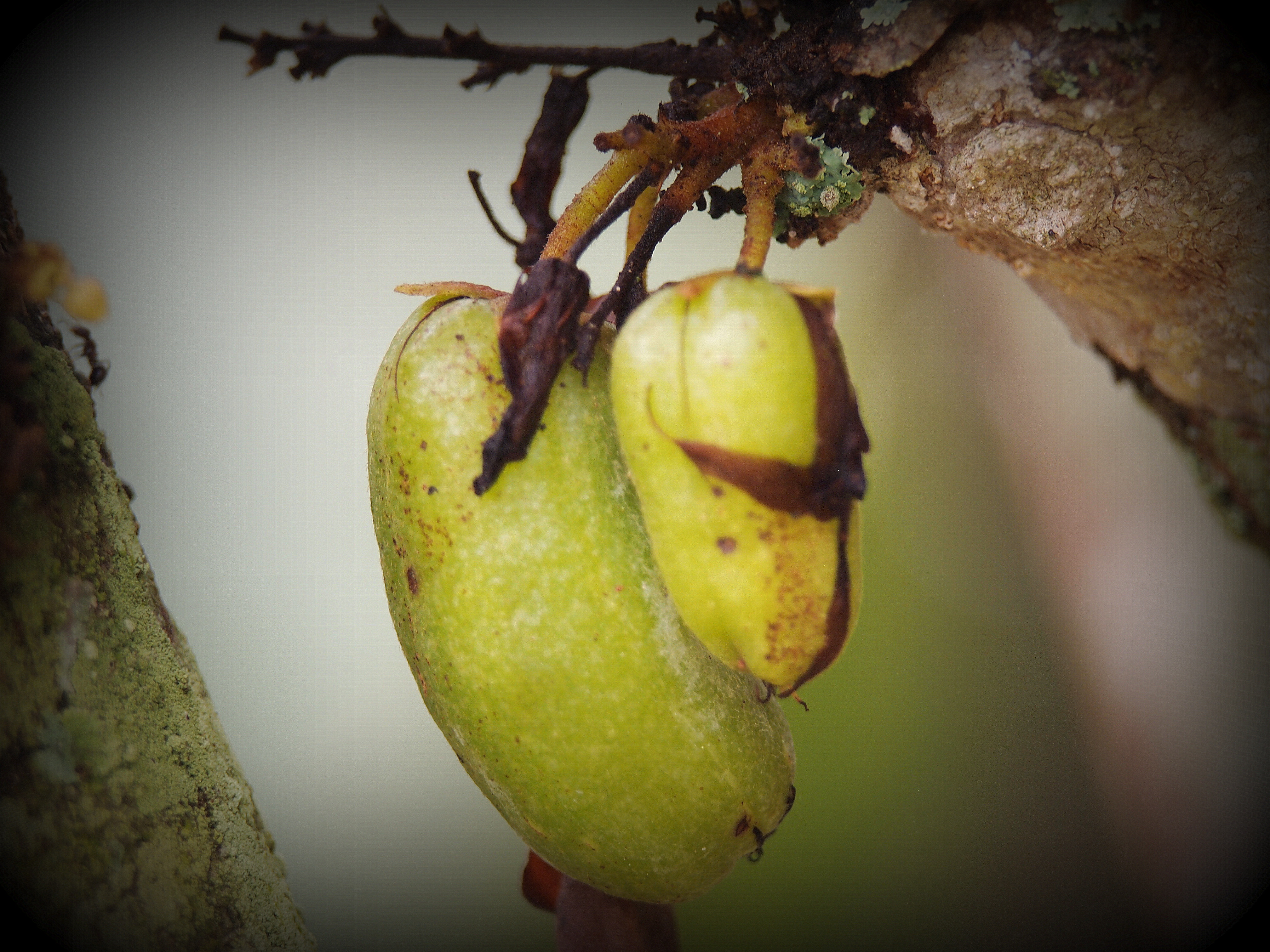
Fruto del Averrhoa bilimbi en Malasia.

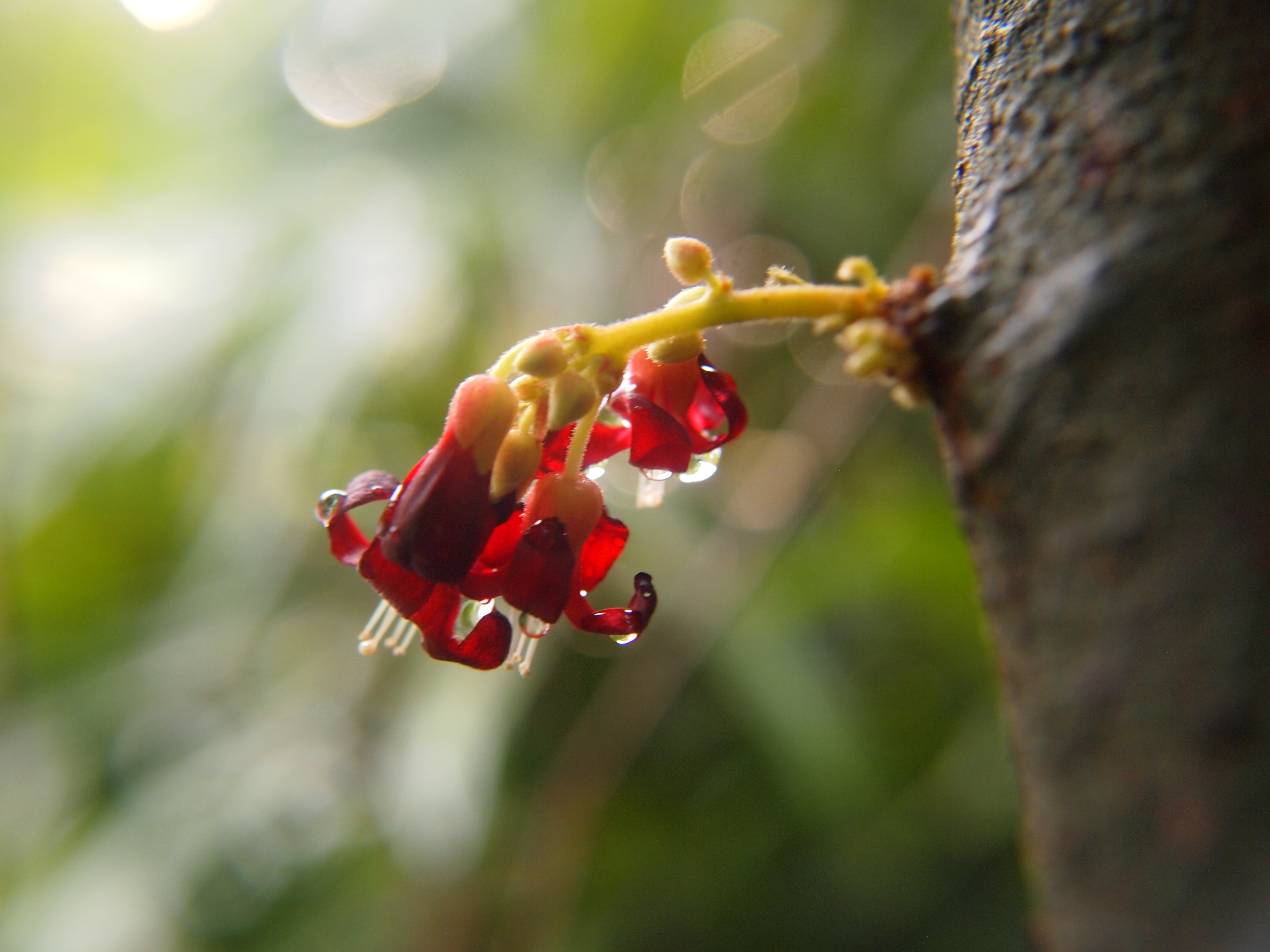
Floración de Averrhoa bilimbi en Malasia.

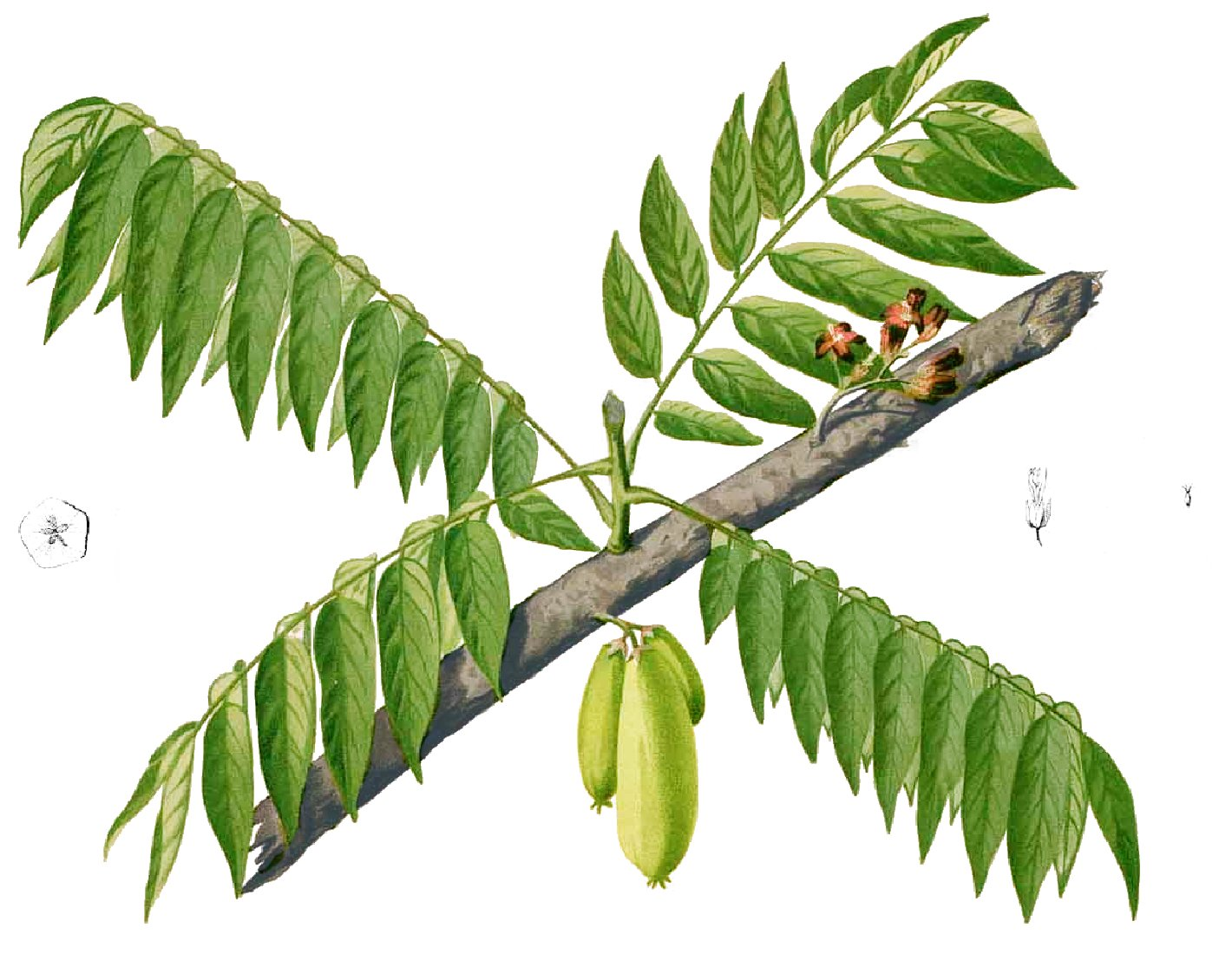
Ilustración.

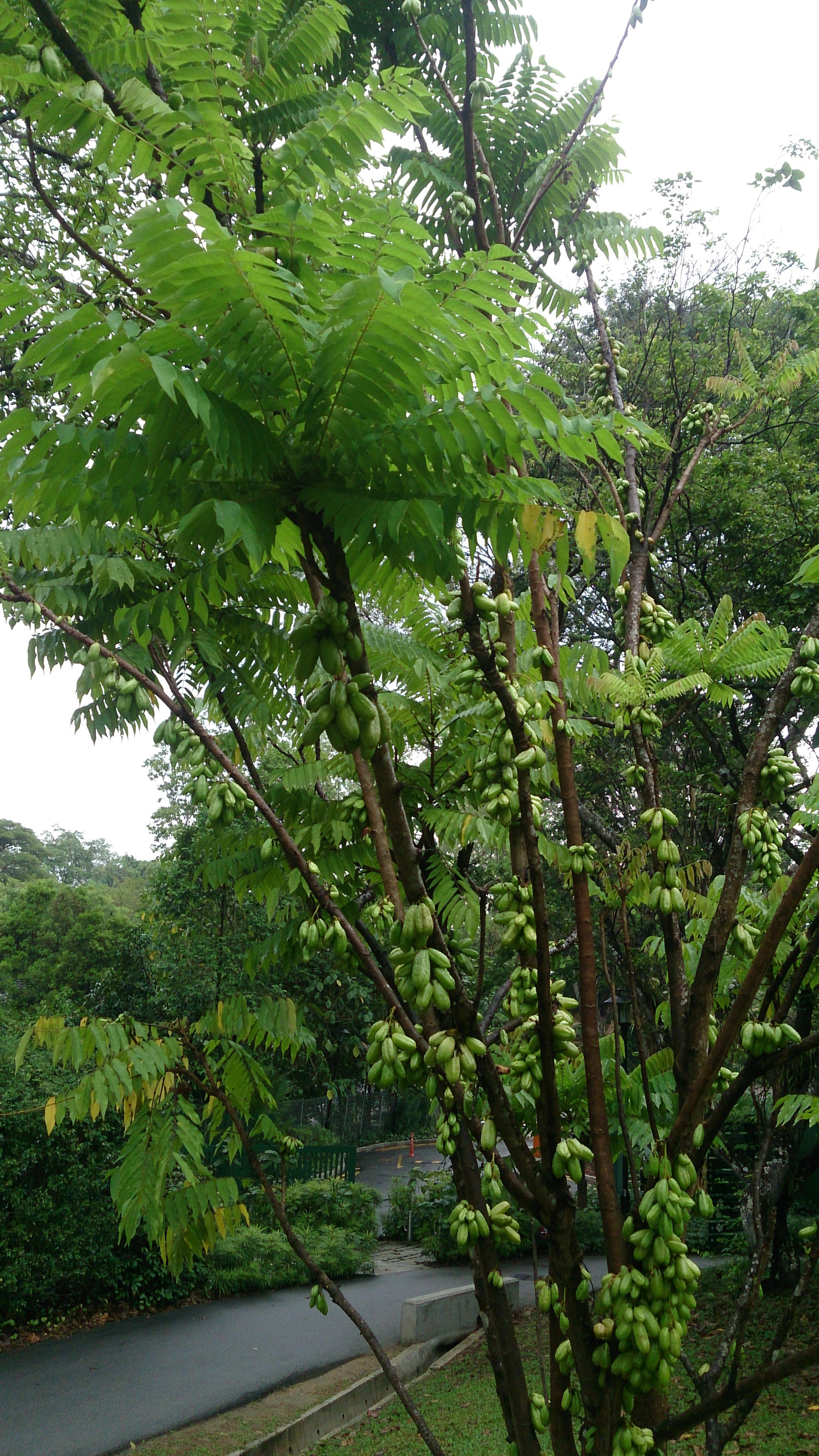
Vista del árbol.

## Descripción
El árbol bilimbi alcanza los 5 a 10 m de altura. Su tronco es corto y rápidamente se divide en ramificaciones. Las hojas del bilimbi miden de 3 a 6 cm de largo y son alternadas, imparipinnada y se agrupan en las extremidades de las ramas. Las hojas son muy parecidas a las del Phyllanthus acidus. Las hojas están amontonadas cerca del ápice de las ramas, miden 15–48 cm de largo; folíolos 7–25, oblongos a elípticos, 2.5–9.2 cm de largo y 1–2.6 cm de ancho, ápice agudo a acuminado, a menudo mucronado, base redondeada, tomentosos, peciólulos carnosos, 1–2 mm de largo; pecíolos 3.5–10 cm de largo. Las inflorescencias en cimas con 1–24 flores; sépalos ovados a elípticos, 3–5 mm de largo, agudos, mucronados; pétalos 9–12 mm de largo y 2–4 mm de ancho, rojizos, púrpuras, secando púrpura obscuro-negros; estambres fértiles 10, 5 largos y 5 cortos, libres o connados en la base, glabros; ovario oblongo, carpelos 1–7-ovulados. Fruto oblongo, levemente 5

## Distribución y hábitat
Posiblemente originario de las Islas Molucas, Indonesia, la especie es cultivada en la actualidad en las Filipinas, Indonesia, Sri Lanka, Bangladés, Birmania (Burma) y Malasia. También es común en otros países del sur este asiático. En la India, donde se la encuentra en jardines, el bilimbi ha colonizado zonas salvajes en las regiones más cálidas del país.
Fuera de Asia, este árbol es cultivado en Zanzíbar. En 1793, el bilimbi fue llevado a Jamaica desde Timor y luego de algunos años, se lo cultivaba en casi toda América Central y las zonas al norte de Suramérica donde se le suele denominar mimbro. A finales del siglo XIX fue llevado a Queensland, donde se lo cultiva con fines comerciales.
Este es esencialmente un árbol tropical, menos resistente al frío que el carambola, que crece en suelos ricos con buenos drenajes (aunque también crece en caliza y arena). Prefiere lluvias distribuidas en forma homogénea a lo largo del año, pero con una temporada seca de 2 a 3 meses. Por lo tanto esta especie no se la encuentra en las zonas más húmedas de Malasia. En Florida, donde es una curiosidad ocasional, es preciso protegerlo del viento y del frío.

## Uso en gastronomía

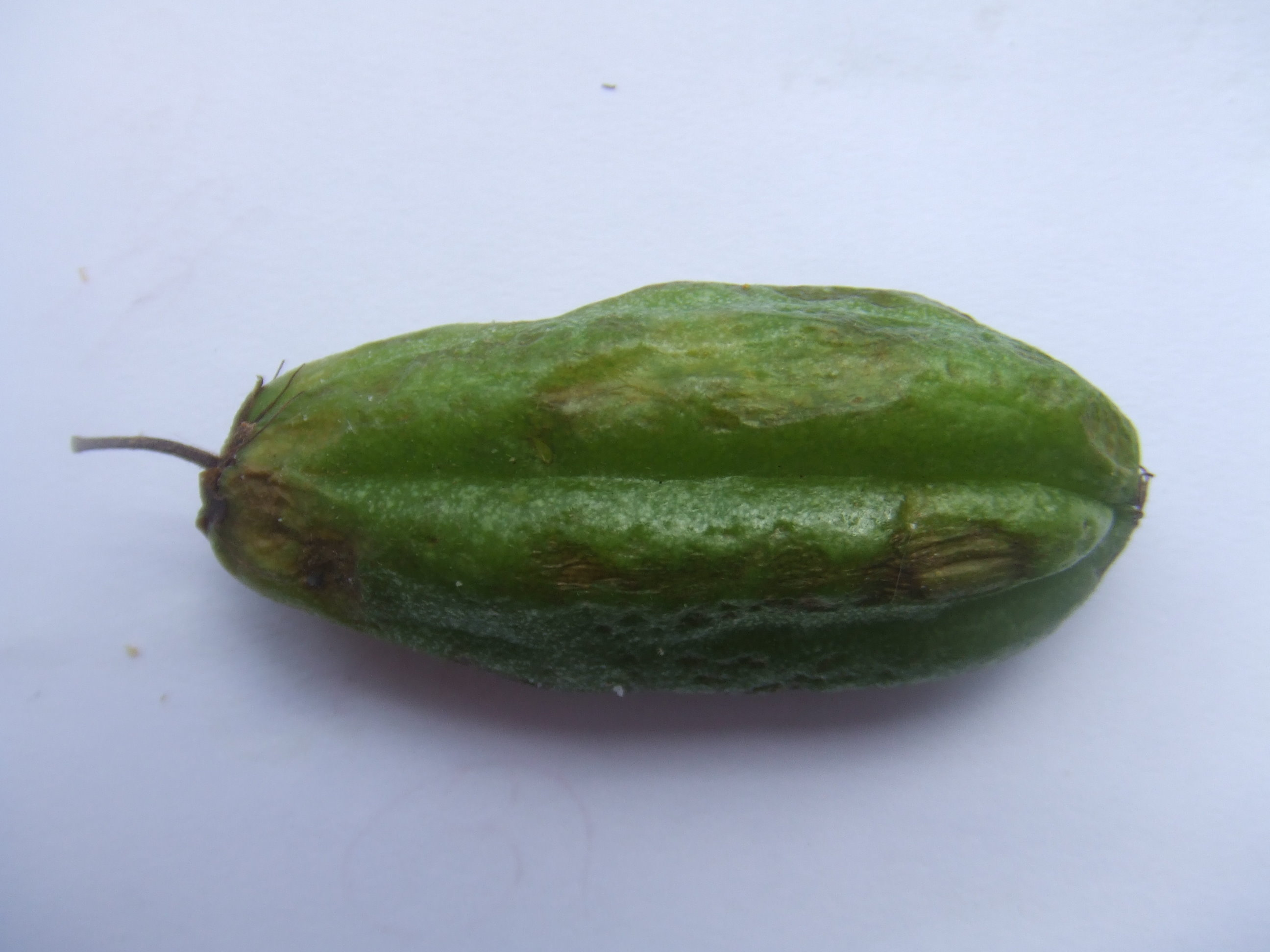
Fruto de Averrhoa bilimbi

En las Filipinas, donde se lo suele encontrar en los jardines de las casas, los frutos se consumen crudos o saborizado con sal de roca. Puede ser preparado tipo curry o agregado como un agente ácido en el platillo filipino denominado sinigang. En Costa Rica el bilimbi crudo es preparado como un relish y servido con arroz y judías. En su sitio de origen a veces es agregado al curry. El jugo de bilimbi (con un pH de aproximadamente 4.47) es consumido como una bebida refrescante. En Indonesia, es incorporado en algunos platillos, substituyendo al tamarindo o el tomate. 
Adicionalmente, se puede preservar al fruto como pickle, lo cual reduce su acidez. A veces se conservan sus flores en azúcar.
En Aceh, Indonesia, es preservado secando los frutos al Sol, el bilimbi secado al sol es denominado asam sunti. El bilimbi y asam sunti son populares en la cocina de Aceh. Puede reemplazar al mango para preparar chutney. En Malasia, es utilizado para preparar una mermelada dulce.
En Kerala, India, es utilizado para preparar pickles, mientras que en la zona de Karnataka, Maharashtra y Goa el fruto es consumido crudo con sal y especias.
En las Seychelles, a menudo se lo utiliza como ingrediente para darle un sabor fuerte a numerosos platillos de la cocina criolla de Seychelles, especialmente a platillos a base de pescado. Se lo utiliza a menudo con pescado asado y también (casi siempre) en un platillo de carne de tiburón, denominado satini reken.
En Granada, Nicaragua, a la ensalada que acompaña al vigorón, un plato típico nicaragüense a base de yuca y chicharrón, se le agrega rodajas de mimbro.

## Usos en medicina popular
En las Filipinas, las hojas son usadas para preparar una pasta usada para combatir picazón, hinchazón, reumatismo, paperas o erupciones cutáneas. En otros sitios son utilizados para tratar mordeduras de criaturas venenosas. Una infusión de hojas es utilizada como un tónico posparto, mientras que una infusión preparada con sus flores es utilizada para tratar candidiasis, resfrío, y tos. Los malayos utilizan hojas de bilimbi frescas o fermentadas para tratar enfermedades venéreas. En la Guayana francesa, se utiliza un extracto preparado con el fruto para tratar inflamaciones. No existe evidencia científica que confirme la efectividad de estos usos.
En algunas villas del distrito de Thiruvananthapuram en la India, el fruto del bilimbi era utilizado en la medicina local para controlar la obesidad. Ello condujo a estudios sobre sus propiedades antihiperlipidémicas.

## Taxonomía
Averrhoa bilimbi fue descrita por Carlos Linneo y publicado en Species Plantarum 1: 428. 1753.
Sinonimia
- Averrhoa abtusangulata Stokes
- Averrhoa obtusangula Stokes[6]